# Medal of Honor (spelserie)
Medal of Honor är en dator- och TV-spelsserie i förstapersonsskjutargenren som utspelar sig i andra världskrigets största strider, med undantag av Medal of Honor och Medal of Honor: Warfighter som utspelar sig under 2000-talet, under Afghanistankriget.
Namnet kommer från den amerikanska tapperhetsmedaljen.

## Spel i serien
| Titel                                                                   | Året spelet utgavs | Plattform                                            |
| ----------------------------------------------------------------------- | ------------------ | ---------------------------------------------------- |
| Medal of Honor                                                          | 1999               | Playstation 1, Playstation Network                   |
| Medal of Honor: Underground                                             | 2000               | Playstation 1, Game Boy Advance, Playstation Network |
| Medal of Honor: Allied Assault (Expansioner: Spearhead och Breaktrough) | 2002               | PC (Linux, Microsoft Windows, Mac OS Classic)        |
| Medal of Honor: Frontline                                               | 2002               | Playstation 2, Xbox, Gamecube                        |
| Medal of Honor: Rising Sun                                              | 2003               | Playstation 2, Xbox, Gamecube                        |
| Medal of Honor: Infiltrator                                             | 2003               | PC, Playstation 3, Xbox 360                          |
| Medal of Honor: Pacific Assault                                         | 2004               | Microsoft Windows                                    |
| Medal of Honor: European Assault                                        | 2005               | Playstation 2, Xbox, Gamecube                        |
| Medal of Honor: Heroes                                                  | 2006               | Playstation Portable                                 |
| Medal of Honor: Vanguard                                                | 2007               | Playstation 2, Wii                                   |
| Medal of Honor: Airborne                                                | 2007               | Playstation 3, Xbox 360, Microsoft Windows           |
| Medal of Honor: Heroes 2                                                | 2007               | Playstation Portable, Wii                            |
| Medal of Honor                                                          | 2010               | Playstation 3, Xbox 360, Microsoft Windows           |
| Medal of Honor: Warfighter                                              | 2012               | 'Playstation 3, Xbox 360, Microsoft Windows          |